# オコーイ (フロリダ州)
オコーイ（Ocoee）は、アメリカ合衆国フロリダ州のオレンジ郡にある都市。人口は4万7295人（2020年）。オーランドの西15キロメートルに位置している。

## 概要
1880年代に入植が始まり、1923年に町として法人化した。名称は先住民の地名に由来する。果樹園が広がる農業地域として存在していたが、第二次世界大戦後は高速道路の整備に伴って住宅地として開発された。フロリダ・ターンパイクとフロリダ州道429号のジャンクションがあり、道路交通の要衝になっている。

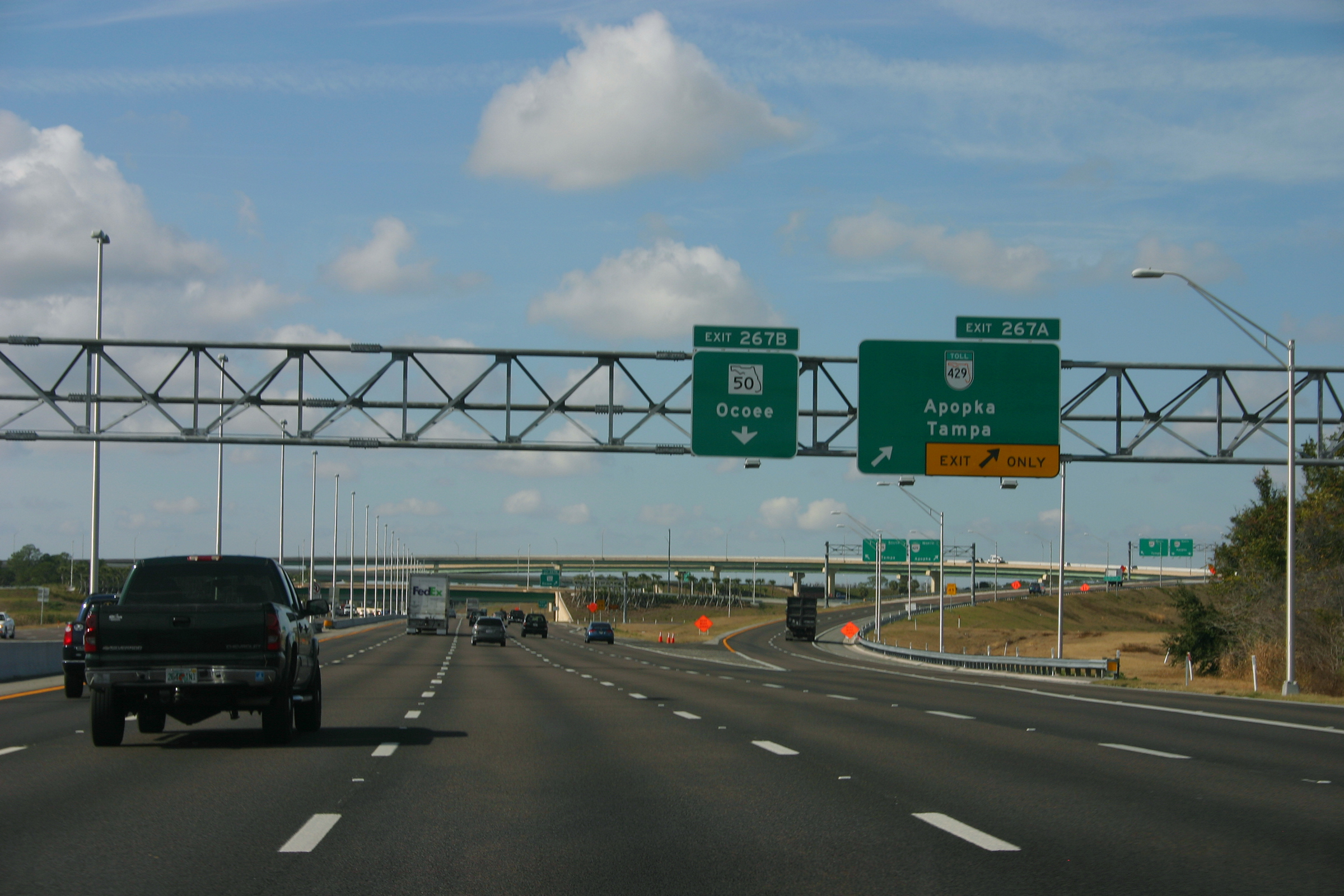
フロリダ・ターンパイク